# Armas Järnefelt
Armas Järnefelt (Vyborg, 14 augustus 1869 – Stockholm, 23 juni 1958) was een Fins componist, pianist, maar vooral dirigent.

## Privé
Järnefelt werd geboren in het gezin van generaal August Aleksander Järnefelt en zijn vrouw Elisabeth Järnefelt. Het gezin bestond uit ouders en negen kinderen: Kasper, Arvid, Erik, Elida, Ellen, Aino (toekomstig vrouw van Jean Sibelius), Hilja en Sigrid. Järnefelt was bevriend met Jean Sibelius en uit die vriendschap kwam het huwelijk (1892) tussen Sibelius en zuster Aino tot stand. Järnefelt huwde zelf in 1893 zangeres Maikki Parakinen, waaruit dochter Eva Järnefelt geboren werd. In 1908 scheidde hij van Maikki Järnefelt, die prompt trouwde met Selim Palmgren (eveneens Fins componist). Armas bleef niet bij de pakken neer zitten en huwde in 1910 de Zweedse zangeres Liva Edström.

## Muzikale loopbaan
Zijn eerst beoogde leraar was Anton Rubinstein in Sint Petersburg, maar zijn vader stak daar een stokje voor. Hij moest eerst zijn studie afmaken. Zijn muzikale opleiding kreeg hij aldus in Helsinki van Martin Wegelius (1887-1890). Wegelius verzorgde muziektheorie, contrapunt en compositieleer. Zijn pianostudie kreeg hij van Ferruccio Busoni, die meer Scandinavische componisten en pianisten opleidde (zoals Sibelius). Ook het lezen van partituren leerde hij van Busoni; hij kreeg onder meer werken van Richard Wagner en Johann Sebastian Bach te bestuderen. Daarna volgden Albert Becker in Berlijn (1890) en Jules Massenet in Parijs (1893). Hij zag in Berlijn vermaarde dirigenten als Hans von Bülow, Felix Weingartner en Arthur Nikisch aan het werk. Hij werkte als koordirigent in Breslau Magdeburg en Düsseldorf. Van 1898 tot 1903 was hij dirigent van het orkest uit zijn geboorteplaats. Samen met Maikki Järnefelt probeerde hij de opera in Helsinki meer gezag te geven door onder andere werken van Richard Wagner op te voeren in het Nationale theater van Finland. Hij dirigeerde daar bijvoorbeeld Tannhäuser waarin zijn vrouw dan zong. In maart 1903 volgde een eerste optreden in Stockholm, hij begeleidde zijn vrouw Maikki van achter de piano. Op 10 november van dat jaar kwam hij daar terug, maar dan als dirigent met de Tweede symfonie van Sibelius en zijn eigen symfonisch gedicht Korsholm. Vanaf 1905 was Armas Järnefelt meer te vinden in Stockholm. Hij gaf eerst symfonische concerten met het orkest van de Kungliga Operan, vanaf 1907 tot 1923 was hij vaste dirigent van dat gezelschap. In 1907 ontving hij de Zweedse koninklijke onderscheiding Litteris et Artibus. In 1909 liet hij zich naturaliseren. Finland bleef trekken. Hij was daar te zien en te horen als dirigent van de Finse Opera tussen 1932 en 1936. Hij was chef-dirigent van het Filharmonisch Orkest van Helsinki gedurende het seizoen 1942/1943. Järnefelt gaf ook les aan de Sibeliusacademie, onder zijn leerlingen bevinden zich Toivo Kuula en Leevi Madetoja.
Als dirigent van de Finse opera kreeg hij het aan de stok met componist Wilhelm Peterson-Berger. Järnefelt zou Finse musici voortrekken. De zaak liep tot de rechtbank aan toe. Peterson-Berger won de rechtszaak, maar Järnefelt kwam er goed uit als een soort beschermheer van de Finse kunstenaars.

## Componist

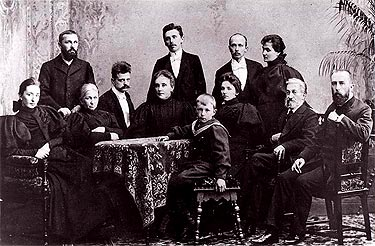
Familie Järnevelt 1896
Armas staand tweede van links
Aino en Jean Sibelius, zittend eerste en derde van links

Järnefelt schreef talloze liederen, met name voor zijn vrouw Maikki. Hij componeerde binnen de romantische stroming en was een van de eerste componisten die liederen op Finse teksten componeerde.
Werken zijn onder andere:
- lyrische ouverture (1892)
- orkestsuite Serenade (1893)
- symfonisch gedicht Korsholm (1894)
- Drei Klavierstücke (1895)
- symfonische fantasie (1895)
- symfonisch gedicht Heimatklang (1895)
- Suite in Es (1897)
- Präludium voor klein orkest (1900), (haalde de Proms in 1935) (opgedragen aan Frau Consul Sonja Wahl)
- Berceuse (1904)
- Toneelmuziek: Het beloofde land (Luvattu maa) (1907)
- twaalf cantates
- Koorwerken waaronder Seitsemän Miesäänistä lauluja
- Stukken voor piano
  - Drei Klavierstücke opus 4 (Etude, Wals en Allegro con brio)
- filmmuziek voor de stomme film Mauritz Stillers Sangen om den eldröda blomman (1919)
- Sirkka
- Den vakande modern (tekst: Josef Julius Wecksell)
- Kolme laulua
- Inhemska Sangkompositioner (Kotimaisia laulusävellyksiä)
- Tre Sanger, Fågeln J.J.Weeksell
- I solnedgangen (tekst: Gustaf Fröding)
- Titania (tekst: Gustaf Fröding)

- Bibsys: 2119433
- Biblioteca Nacional de España: XX1469884
- Bibliothèque nationale de France: cb138955879 (data)
- CiNii: DA1203060X
- Gemeinsame Normdatei: 128790776
- International Standard Name Identifier: 0000 0000 8120 9973
- Library of Congress Control Number: n84130913
- Nationale Bibliotheek van Letland: 000106167
- MusicBrainz: 95309762-51f2-4e36-9c49-2709e7cf250e
- Nationale Bibliotheek van Tsjechië: xx0179948
- Nationale Bibliotheek van Israël: 987007329601305171
- Nederlandse Thesaurus van Auteursnamen: 321412133
- LIBRIS: 208161
- SNAC: w6dz18tn
- Système universitaire de documentation: 080539114
- Virtual International Authority File: 42025585
- WorldCat: E39PBJcRcBRG4B4ggX4cVx3qQq